# Ornithoptera paradisea
Ornithoptera paradisea är en fjärilsart som beskrevs av Otto Staudinger 1893. Ornithoptera paradisea ingår i släktet Ornithoptera och familjen riddarfjärilar. IUCN kategoriserar arten globalt som livskraftig. Inga underarter finns listade i Catalogue of Life.

## Bildgalleri

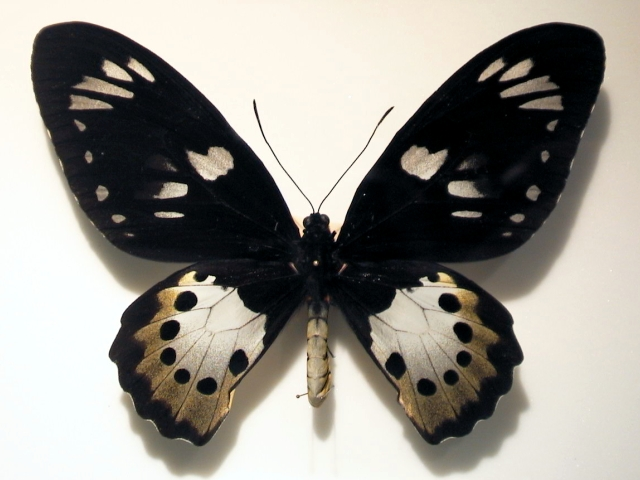
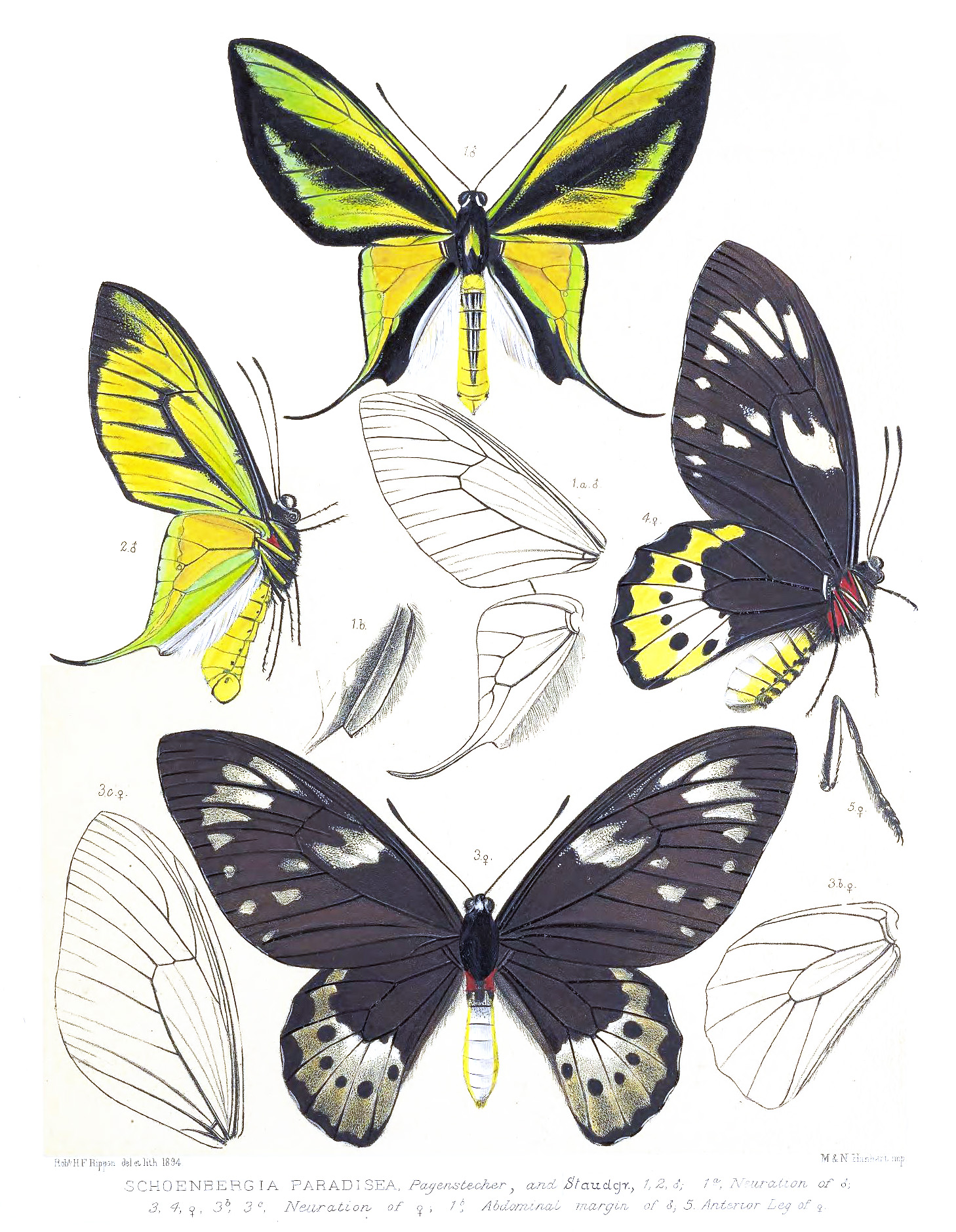
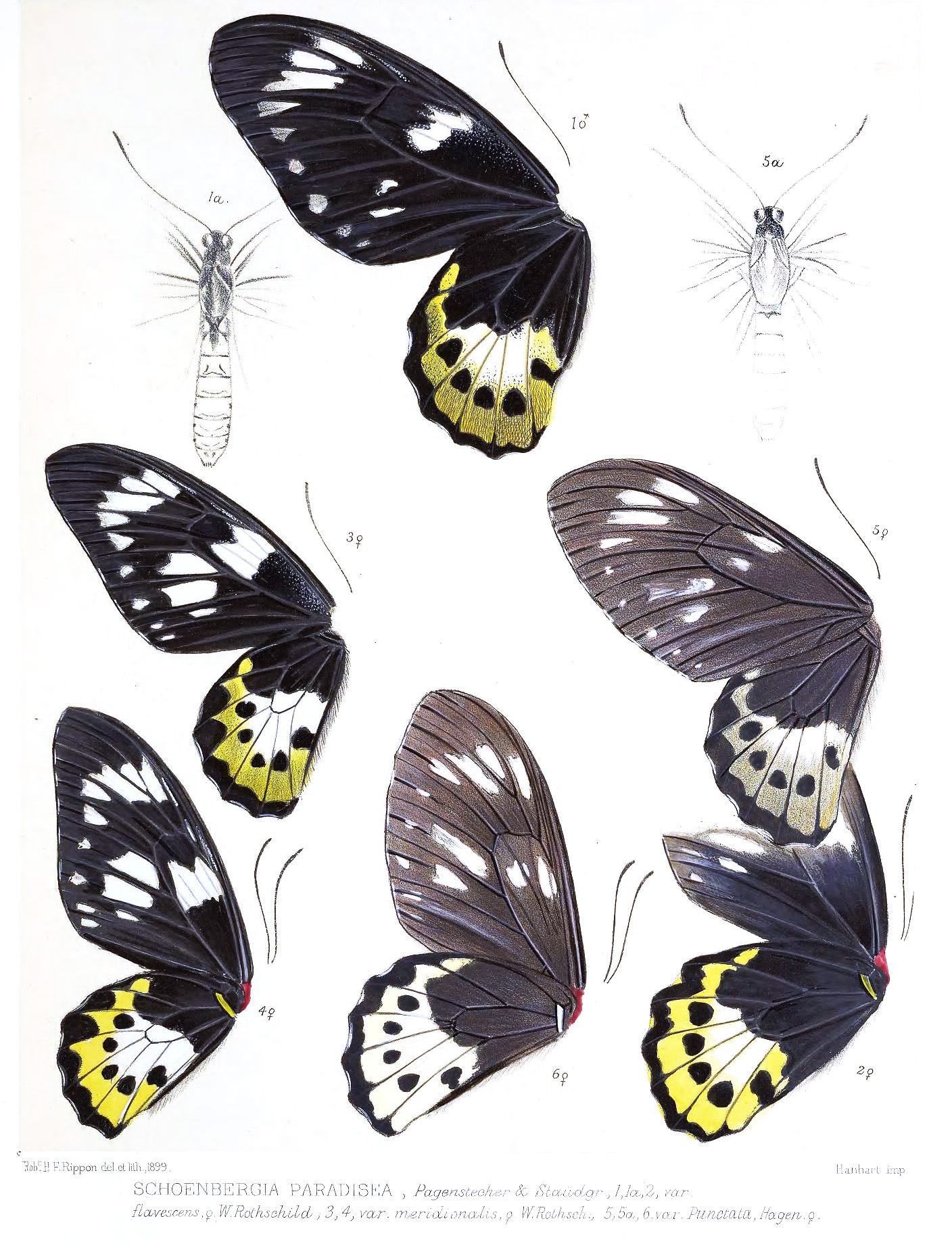
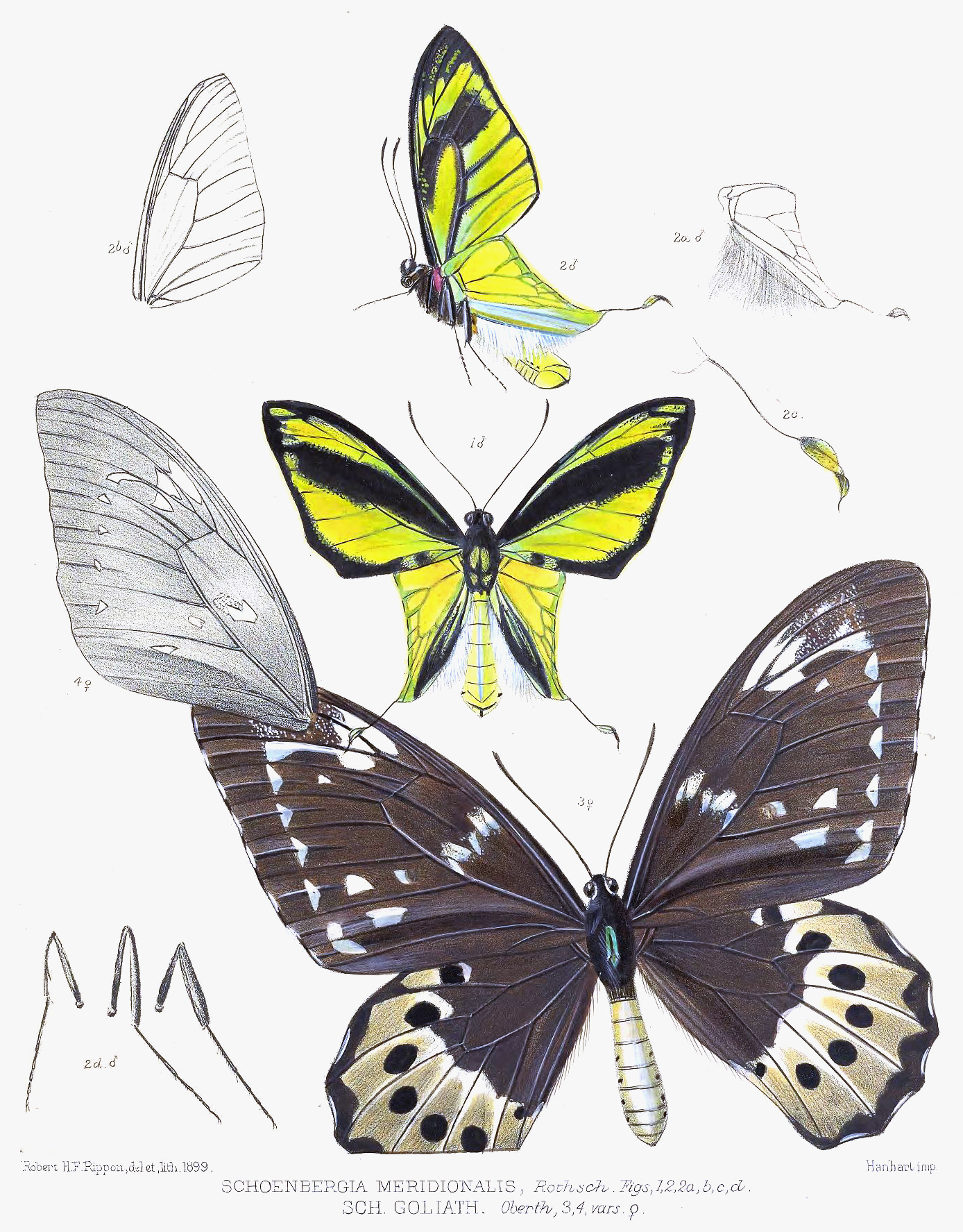